# Aleksandr Motchalov
Aleksandr Motchalov (en russe : Александр Мочалов) est un joueur russe de volley-ball né le 14 décembre 1982 à Kazan (Tatarstan, alors en URSS). Il mesure 1,98 m et joue réceptionneur-attaquant.

## Clubs
| Club                     | De        | À         |
| ------------------------ | --------- | --------- |
| Oural Oufa               | 1999-2000 | 2008-2009 |
| Dinamo Krasnodar         | 2009-2010 | 2010-2011 |
| Goubernia Nijni Novgorod | 2011-2012 | 2011-2012 |
| Dinamo Krasnodar         | 2012-2013 | 2012-2013 |
| Zenit Kazan              | 2013-2014 | ...       |

## Palmarès
Néant.